# Dave Sheppard
Dave Sheppard, właśc. David Joseph Sheppard (ur. 12 grudnia 1931 w Nowym Jorku, zm. 5 listopada 2000 tamże) – amerykański sztangista.
Na Igrzyskach Olimpijskich w Melbourne w 1956 zdobył srebrny medal w wadze średniociężkiej (do 90 kg). Do jego osiągnięć należą również cztery tytuły wicemistrza świata  (Mediolan 1951, Sztokholm 1953, Wiedeń 1954 oraz Sztokholm 1958). Ma w swoim dorobku także złoty medal igrzysk panamerykańskich (Meksyk 1955). Trzykrotnie był mistrzem Stanów Zjednoczonych (1954, 1955, 1958).